# Tolpia albipuncta
Tolpia albipuncta är en fjärilsart som beskrevs av Alfred Ernest Wileman 1915. Tolpia albipuncta ingår i släktet Tolpia och familjen nattflyn. Inga underarter finns listade i Catalogue of Life.